# Schamilkala
Schamilkala (russisch Шамилькала́, awarisch Шамилхъала) ist eine Siedlung städtischen Typs in der Republik Dagestan in Russland mit 4886 Einwohnern (Stand 14. Oktober 2010).

## Geographie

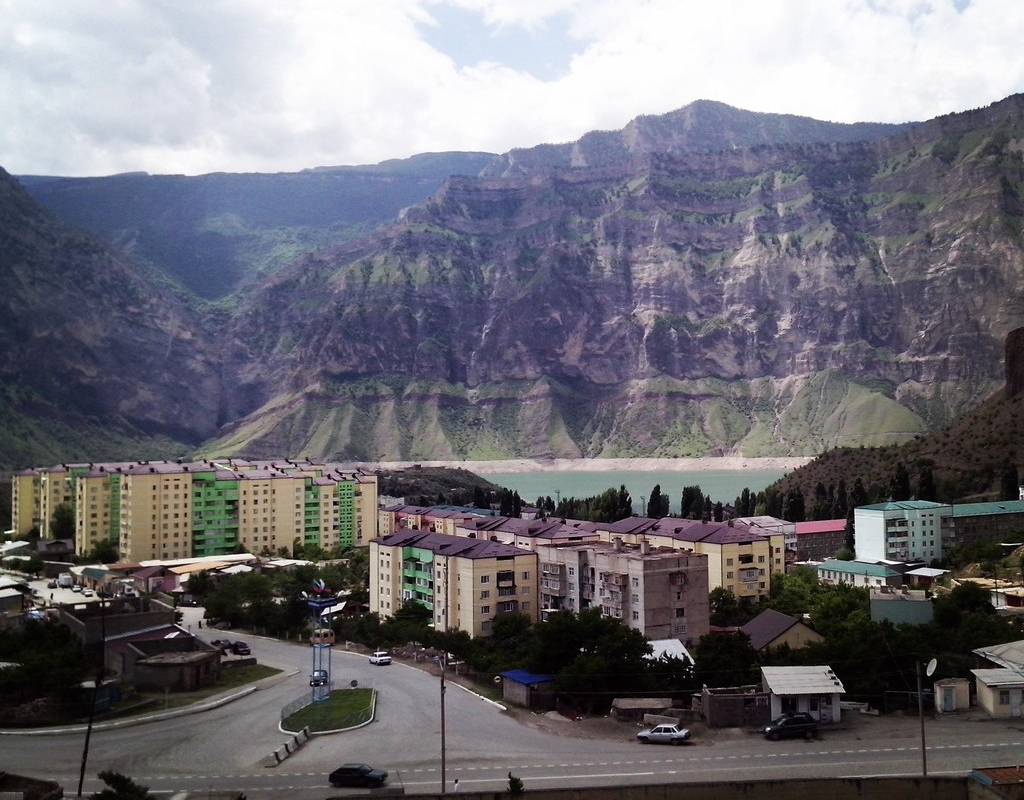
Blick auf Schamilkala, im Hintergrund der Irganai-Stausee

Der Ort liegt etwa 60 km Luftlinie südwestlich der Republikhauptstadt Machatschkala im östlichen Teil des Großen Kaukasus. Er befindet sich am rechten Ufer des Irganai-Stausees des Flusses Awarskoje Koisu. Der Staudamm liegt knapp 3 km nordwestlich von Schamilkala, das zugehörige Wasserkraftwerk 7 km nördlich unweit des Dorfes Gimry (die Wasserzuführung vom Stausee erfolgt über einen Tunnel).
Schamilkala gehört zum Unzukulski rajon und liegt etwa 7 km südöstlich von dessen Verwaltungszentrum Unzukul. Seit Januar 2015 haben die Behörden des Rajons ihren Sitz in Schamilkala, offizielles Rajonzentrum ist aber weiterhin Unzukul. Schamilkala ist Sitz und einzige Ortschaft der Stadtgemeinde (gorodskoje posselenije) Possjolok Schamilkala. Der Ort ist fast ausschließlich von Awaren bewohnt.

## Geschichte
Der Ort wurde in den 1980er-Jahren als Wohnsiedlung für die Erbauer der Irganai-Talsperre unter dem Namen Swetogorsk gegründet. 1985 erhielt er den Status einer Siedlung städtischen Typs. 1991 erfolgte die Umbenennung in Schamilkala („Schamil-Stadt“) nach dem Imam Schamil. Nach der weitgehenden Fertigstellung des Wasserkraftwerkes in den 2000er-Jahren (der Einbau weiterer Turbinen ist abhängig von wirtschaftlichen Erwägungen geplant) sank die Einwohnerzahl der Siedlung erheblich.

### Bevölkerungsentwicklung
| Jahr | Einwohner |
| ---- | --------- |
| 1989 | 3066      |
| 2002 | 7064      |
| 2010 | 4886      |

Anmerkung: Volkszählungsdaten

## Verkehr
Schamilkala liegt an der Regionalstraße 82K-023, die im Tal des Awarskoje Koisu oberhalb des Irganai-Stausees (beim Arakani, dort Anschluss an die 82K-008 in Richtung Chunsach – Botlich sowie etwas weiter an die 82K-009 in Richtung Gergebil – Kassumkent) zunächst bis unterhalb der Staumauer und dann über das Rajonzentrum Unzukul hinüber in das Tal des Andijskoje Koisu führt. In nordöstlicher Richtung besteht bei Gimry Anschluss an die 82K-038, die seit der Eröffnung des 4,3 Kilometer langen Gimrinski-Tunnels für den regulären Betrieb 2012 eine neue Direktverbindung in die 25 km nordöstlich gelegene Stadt Buinaksk darstellt, von dort weiter Richtung Machatschkala. In Buinaksk befindet sich auch die nächstgelegene Bahnstation, Endpunkt einer Nebenstrecke von Schamchal bei Machatschkala.